# Vườn quốc gia Repovesi
Vườn quốc gia Repovesi (Repoveden kansallispuisto) là một vườn quốc gia toạ lạc ở các đô thị Valkeala và Mäntyharju. Cây trong vườn quốc gia này gồm thông và bu-lô. Động vật ở khu vực này gồm gấu, hưu, các loài chim. Sông Koukunjoki chảy qua khu vực vườn quốc gia, ngoài ra còn có một số con suối chảy trong phạm vi vườn quốc gia Repovesi.
Khu vực thu hút du khách ở đây có đồi Olhavanvuori.